# Liste der Wappen in Karlsruhe
Diese Liste beinhaltet alle in der Wikipedia gelisteten Wappen des Stadtkreises Karlsruhe in Baden-Württemberg, inklusive historischer Wappen. Fast alle Städte, Gemeinden und Kreise in Baden-Württemberg führen ein Wappen. Sie sind über die Navigationsleiste am Ende der Seite erreichbar.

## Wappen des Stadtkreises Karlsruhe

### Stadtwappen in Karlsruhe

Karlsruhe[1]
Die Stadt Karlsruhe in Baden-Württemberg

Siehe auch: Liste der Wappen im Landkreis Karlsruhe

### Stadtteilwappen in Karlsruhe

Oststadt[2]
Nordstadt[3]
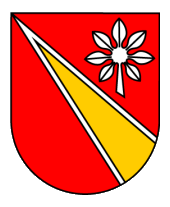
Nordweststadt
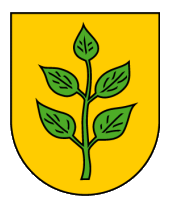
Oberreut
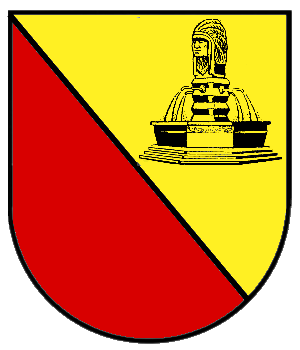
Südstadt
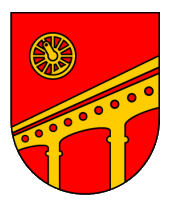
Südweststadt
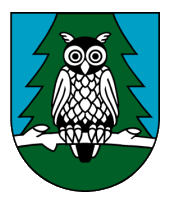
Waldstadt[8].
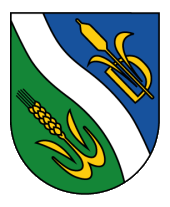
Weiherfeld-Dammerstock
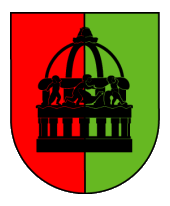
Weststadt
Innenstadt West[11]

## Ehemalige Wappen

### Ehemalige Gemeindewappen in Karlsruhe

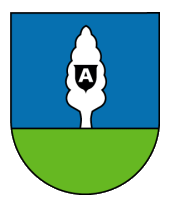
Aue
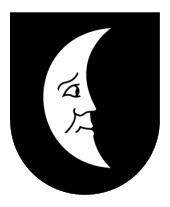
Beiertheim
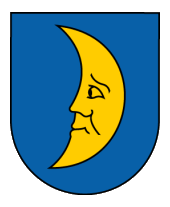
Bulach
Daxlanden
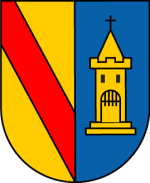
Grötzingen
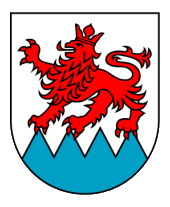
Grünwettersbach
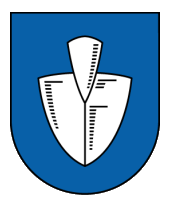
Grünwinkel
Hagsfeld
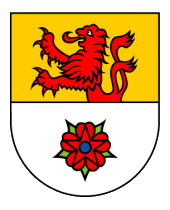
Hohenwettersbach
Knielingen
Neureut
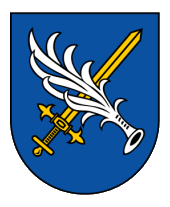
Palmbach
Rintheim
Rüppurr
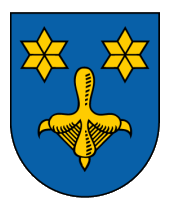
Stupferich
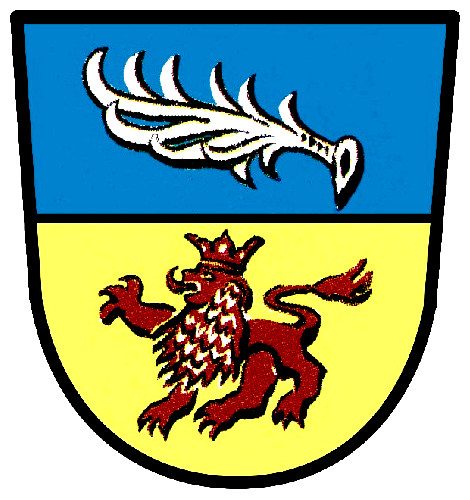
Wettersbach
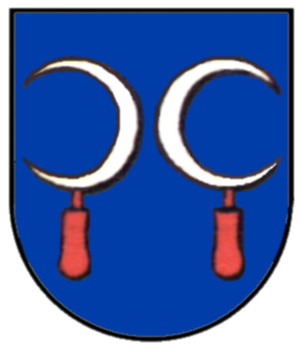
Wolfartsweier

- Aue[12]
- Beiertheim[13]
- Bulach[14]
- Daxlanden[15]
- Grötzingen[16]
- Grünwettersbach[17]
- Grünwinkel[18]
- Hagsfeld[19]
- Hohenwettersbach[20]
- Knielingen[21]
- Neureut[22]
- Palmbach[23]
- Rintheim[24]
- Rüppurr[25]
- Stupferich[26]
- Wettersbach[27]
- Wolfartsweier[28]

### Ehemalige Städtewappen in Karlsruhe

Durlach
Mühlburg

- Durlach[29]
- Mühlburg[30]

## Blasonierungen
1. ↑  Karlsruhe: In Rot ein beiderseits silbern (weiß) eingefasster goldener (gelber) Schrägbalken, auf dem das Wort FIDELITAS in schwarzen lateinischen Großbuchstaben steht.
2. ↑  Oststadt: Das Wappen der Oststadt zeigt das Schloss Gottesaue.
3. ↑  Nordstadt: Der grüne Stadtteil schließt im Norden den Ring der um die Innenstadt gelegenen und nach Himmelsrichtungen benannten Stadtteile. Daher der „Nordstern“ über der nach Norden (Linkenheim) führenden Allee.
4. ↑  Nordweststadt: In Rot ein silbern umrandeter, schrägrechter goldener Keil, oben begleitet von einem siebenblättrigen silbernen Kastanienblatt.
5. ↑  Oberreut: In Gold ein grüner Zweig.
6. ↑  Südstadt: In Rot ein silberner Totempfahl (Buffalo-Bill-Indianerbrunnen).
7. ↑  Karlsruher Südweststadt: Die stilisierte und perspektivisch dargestellte Hirschbrücke nimmt Bezug auf den gelben „Fidelitas-Balken“ im Stadtwappen, kehrt jedoch dessen Verlauf durch das Wappen um.
8. ↑  Waldstadt: In Blau auf einem durchgehenden silbernen Ast sitzend ein Kauz vor einer dreimal gezackten am oberen Rand anstoßenden Fichte
9. ↑  Weiherfeld-Dammerstock: Durch einen silbernen Wellenschrägbalken geteilt, oben in Blau ein goldener Rohrkolben, unten in Grün eine goldene Ähre.
10. ↑  Weststadt: In von Grün und Rot gespaltenem Schild ein schwarzer Brunnen (Krautkopfbrunnen).
11. ↑  Innenstadt West: In Rot ein goldener Schrägbalken, hinten eine goldene gemauerte Pyramide.
12. ↑  Aue: In Blau auf grünem Boden eine silberne Pappel, beheftet mit einem schwarzen Schild, darin der silberne Großbuchstabe A.
13. ↑  Beiertheim: In Schwarz ein abnehmender silberner Halbmond.
14. ↑  Bulach: In Blau ein zunehmender goldener Halbmond.
15. ↑  Daxlanden: In Rot das goldene Dorfzeichen (ein Kreuz, dessen Schaft nach rechts oben in einem Haken ausläuft)
16. ↑  Grötzingen: In gespaltenem Schild vorn in Gold ein roter Schrägbalken, hinten in Blau ein goldener Turm.
17. ↑  Grünwettersbach: In Silber ein über vier blaue Berge schreitender roter gekrönter Löwe.
18. ↑  Grünwinkel: In Blau ein silbernes Spatenblatt.
19. ↑  Hagsfeld: In Blau das silberne Dorfzeichen (ein Kreuz, dessen Längsbalken in zwei Enden gespreizt auslaufen).
20. ↑  Hohenwettersbach: In von Gold und Silber geteiltem Schild oben ein halber roter Löwe an der Teilung, unten eine Rose mit blauen Butzen und grünen Kelchblättern.
21. ↑  Knielingen: In Gold das schwarze Dorfzeichen (ein Pentagramm).
22. ↑  Neureut: In von Gold und Rot gespaltenem Schild eine Haspe (Hefte) in verwechselten Farben.
23. ↑  Palmbach: In Blau schräggekreuzt ein goldenes Schwert und ein silberner Palmzweig (Blatt).
24. ↑  Rintheim: In Rot ein dreifaches goldenes Kreuz.
25. ↑  Rüppurr: In Rot zwei abgewendete silberne Schlüssel mit vier Zähnen, Bart oben.
26. ↑  Stupferich: Es zeigt auf blauem Grund den Fuß eines Wasservogels, darüber zwei Sterne, alle sind goldfarben.
27. ↑  Wettersbach Es zeigt in geteiltem Schild oben in Blau einen silbernen Palmzweig, unten in Gold einen gekrönten schreitenden roten Löwen.
28. ↑  Wolfartsweier: Wappen in Blau mit zwei voneinander abgekehrte silberne Sicheln mit rotem Griff.
29. ↑  Durlach: In Gold ein roter Schrägbalken.
30. ↑  Mühlburg: In gespaltenem Schild vorn in Gold ein roter Schrägbalken, hinten in Grün ein silberner Hirschkopf.